# Su (Kana)
す, in Hiragana, oder ス in Katakana, sind japanische Zeichen des Kana-Systems, die beide jeweils eine Mora repräsentieren. In der modernen japanischen alphabetischen Sortierung stehen sie an 13. Stelle. Das す ist außerdem der 47. Buchstabe im Iroha, direkt nach dem せ. Die Form beider Kana ist vom Kanji 寸 und 須 abgeleitet und beide stellen [su͍] dar.
| Form                                  | Rōmaji | Hiragana        | Katakana        |
| ------------------------------------- | ------ | --------------- | --------------- |
| Normal s- (さ行 sa-gyō)               | su     | す              | ス              |
| Normal s- (さ行 sa-gyō)               | suu sū | すう, すぅ すー | スウ, スゥ スー |
| Zusätzliches Dakuten z- (ざ行 za-gyō) | zu     | ず              | ズ              |
| Zusätzliches Dakuten z- (ざ行 za-gyō) | zuu zū | ずう, ずぅ ずー | ズウ, ズゥ ズー |

## Varianten
Die Kana können mit den Dakuten, zu ず in Hiragana, ズ in Katakana, und damit zu in dem Hepburn-System, erweitert werden.

## Strichfolge

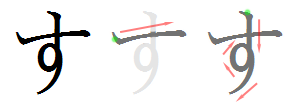
Strichfolge für す

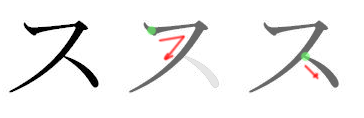
Strichfolge für ス

## Weitere Darstellungsformen
- In japanischer Brailleschrift:

- Der Wabun-Code ist －－－・－.
- In der japanischen Buchstabiertafel wird es als „すずめのス“ (Suzume no Su) buchstabiert.